# American Bantam Company
American Bantam Company, conocida también como American Bantam o simplemente Bantam, fue un fabricante estadounidense especializado en la industria automotriz. Fue instituida como tal en el año 1937 por el empresario Roy Evans, quien fundó la compañía sobre la base de la extinta American Austin Car Company, filial estadounidense de la inglesa Austin que fuera fundada en 1930 y desaparecida en 1934.
Esta compañía cobró notoriedad en la historia de la industria automotriz por haber sido productora de microcoches entre los que se destacó el Bantam '38 que sirvió como inspiración para el diseño del auto del personaje de Disney, Donald Duck. Pero lo que la hizo entrar en la historia, fue el hecho de haber sido la precursora en la producción del primer todoterreno desarrollado para el Ejército de los Estados Unidos y de cuya base saldría el vehículo que años más tarde fue conocido como Jeep. Sin embargo, a pesar de la colaboración prestada al Ejército y el desarrollo proyectado, su bajo nivel productivo provocó que la licitación que oportunamente le fuera concedida, finalmente le fue retirada y otorgada a su competidora Willys-Overland Motors, que terminó por desarrollar y producir la forma definitiva del Jeep.
Se había constituido con el fin de continuar con la producción de la desaparecida American Austin, aunque practicándole diversas reformas a fin de evitar la producción bajo licencia. Esta producción se llevó a cabo entre los años 1937 y 1941.

## Historia

### Previa

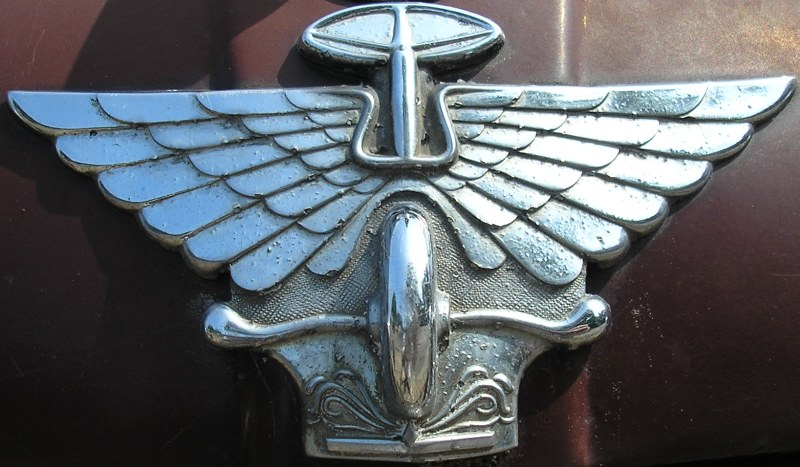
Ornamento de la marca Austin

Los orígenes de American Bantam se remontan a los inicios de la década del '30, cuando el magnate industrial inglés Sir Herbert Austin observó la posibilidad de expandir las fronteras de su firma hacia los Estados Unidos. La Austin Motor Company, había sido establecida por Herbert Austin el 17 de noviembre de 1905, luego de la salida de este del directorio de la firma Wolseley, de la cual Austin había sido fundador de su división de producción de automóviles. Su producción se había popularizado a mediados de la década del '20, por haber logrado introducir en el mercado vehículos de dimensiones reducidas con relación al estándar de producción de esos años, siendo el primero de ellos el Austin 7 lanzado en 1910. Fue gracias a esta popularidad que Herbert Austin se aventuró a establecer una filial para ofrecer sus vehículos en los Estados Unidos.

### Nace la American Austin Car Company

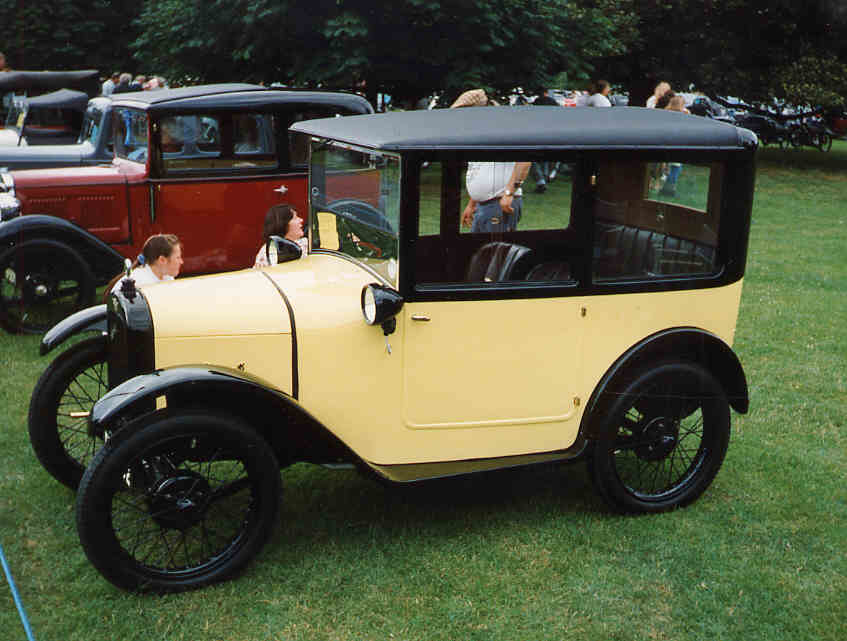
Austin 7 Coupé

Luego del éxito que supuso la producción de sus modelos más económicos, en 1929 Sir Herbert Austin observó el avance de la industria automotriz estadounidense, por lo que pensó que podía ser un mercado ideal para presentar sus modelos allí, habiendo observado con mucho acierto la falta de coches económicos en el mercado. Fue así que comenzó asociándose con diferentes empresarios y hombres de negocios de los Estados Unidos, consiguiendo finalmente establecer una fábrica en la localidad de Pensilvania. Desde esta fábrica, comenzaron a producirse los primeros Austin americanos, los cuales vieron la luz en el año 1930, sin embargo la difusión previa de sus productos jugó en contra de los intereses de la novel fábrica, ya que en un primer momento se habló de una demanda de 250.000 unidades, siendo que apenas se habían producido 8558 unidades. El ritmo de producción de la fábrica de Pensilvania presentó a lo largo de su vida útil, cifras osiclantes y que nunca pudieron igualar el nivel registrado en su primer año de producción. De hecho, la cifra más baja se registró en 1931 al producirse apenas 1279 unidades. 
Sin embargo, a pesar de la apuesta realizada por Herbert Austin, la imagen y reputación de sus automóviles pronto se verían dilapidadas por el accionar de las compañías de Hollywood, quienes comenzaron a tomar a los American Austin como coches de caricatura debido a sus reducidas dimensiones. Al mismo tiempo, la producción ambivalente que presentaba año a año debido a la inestable demanda de coches también desgastaron la imagen de la compañía, lo que terminó provocando que en 1934 Austin cierre las puertas de su filial estadounidense, demostrando que este mercado no estaba aun preparado para coches pequeños y de bajo consumo.
La producción de la American Austin finalizó totalizando 19709 unidades producidas entre 1930 y 1934 y distribuidas de la siguiente manera:
- 1930: 8558 unidades

- 1931: 1279 unidades

- 1932: 3846 unidades

- 1933: 4726 unidades

- 1934: 1300 unidades
Sus principales modelos estaban basados en el microcoche Austin 7, lanzado en 1910, siendo presentados en versiones Coupé, Roadster y una versión especial de carreras que fue llamada Racer.

## Nace la American Bantam Company

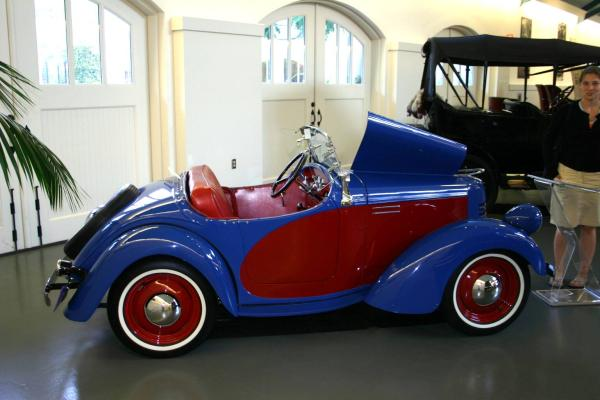
Bantam Roadster 1938

Tras el fin de la producción de la filial americana de Austin, en 1937 el empresario Roy S. Evans adquirió los activos de la ex-American Austin junto con la fábrica de Pensilvania y sus herramientas de trabajo. A fin de evitar el pago de un canon por producción bajo licencia, Evans decide renombrar su compañía como American Bantam Company, creando así la marca Bantam. Si bien las primeras unidades estaban basadas en la plataforma del Austin 7, las carrocerías y los motores fueron ligeramente modificados para evitar producir bajo licencia de Austin. Si bien los Bantam salieron similares al Austin en tamaño y mecánica, pocas piezas eran iguales.
La producción de Bantam se extendió entre 1937 y 1941, y sus productos básicamente derivaban de una misma matriz, habiéndose ofrecido en versiones Coupé, Roadster, Station Wagon y vehículos comerciales. Los modelos Coupé presentaban dos variantes, siendo estas disponibles con habitáculo para dos o cuatro personas, aunque sus plazas traseras eran muy pequeñas. En tanto, los vehículos comerciales variaban desde una furgoneta cerrada (panel van), hasta una pickup de carga liviana. Las versiones Roadster únicamente estaban disponibles como coches biplaza, mientras que en 1939 fue lanzado un vehículo comercial sobre la base del Roadster que fue denominado como Boulevard Delivery, el cual era un Roadster con carrocería prolongada con una improvisada caja de carga y con una pequeña capota en la mitad delantera del techo. Por su parte, la Station Wagon presentó una carrocería con paneles laterales externos de madera, de manera similar a la de muchos de los modelos ofrecidos en el mercado estadounidense.
A pesar de la intención de Roy Evans de ofrecer un vehículo accesible a través de su marca Bantam, el constante crecimiento del mercado norteamericano y la preferencia del público por vehículos de mayor tamaño provocaron sobre los modelos de Bantam el mismo efecto que produjeran sobre sus predecesores Austin. A su vez, se debió lidiar con la reputación adquirida por el Bantam Roadster al ser tomado como modelo de inspiración para caricaturistas, quienes recrearon este automóvil en tiras cómicas como las del Pato Donald.
La historia de Bantam siguió durante el período de la Segunda Guerra Mundial, donde se produjera un llamado por parte del alto mando militar estadounidense para desarrollar un vehículo especial para transporte de material y tropas en el frente de guerra. Bantam respondió a este llamado presentando el primer prototipo de vehículo todoterreno adaptable a las exigencias del caso. Sin embargo, lo que había comenzado como un promisorio trabajo en conjunto entre el Ejército y la empresa, derivó en un escandaloso final al adjudicársele la licitación de producción de este vehículo a las firmas Willys-Overland Motors y Ford Motor Company, siendo esta decisión justificada en un mayor poder de producción por parte de estas dos empresas, con relación a la American Bantam. Para peor decepción, Bantam fue relegada a un segundo plano, siéndole confiada la producción de vehículos de remolque de dos ruedas. A pesar de ello, alcanzó a producir algunas unidades de su prototipo BRC (Bantam Recon Car), sin embargo estos no alcanzarían el reconocimiento de los prototipos de Willys y Ford.

### El desarrollo del Jeep y posterior desaparición de Bantam

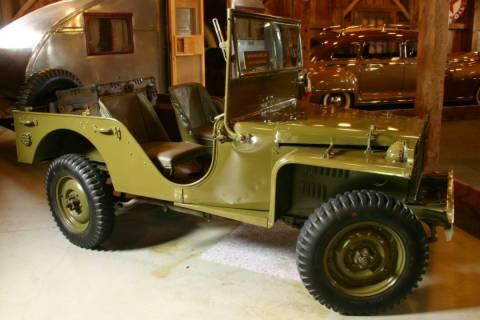
Prototipo todoterreno desarrollado por Bantam, precursor del actual Jeep.

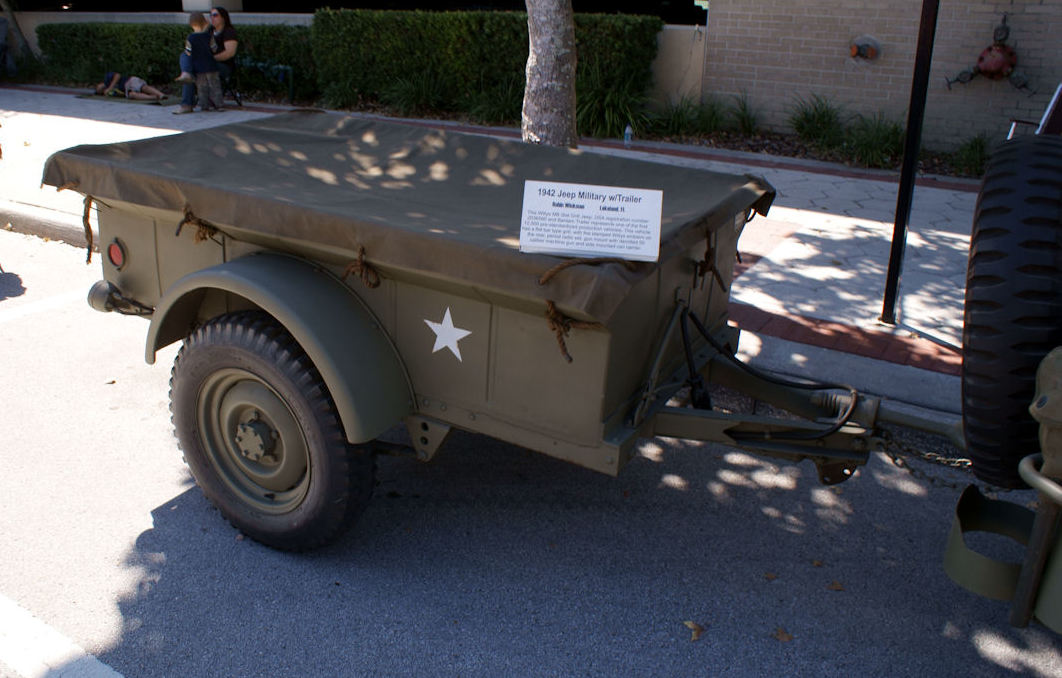
Tráiler producido por la Bantam para complemento de los Jeep.

Tras el ingreso de los Estados Unidos a la Segunda Guerra Mundial, uno de los elementos que precisaban las tropas americanas era un medio de transporte que sirva para traslado del material humano por el frente, con la finalidad de agilizar el envío de mensajes entre las tropas y el alto mando, a la vez de permitir el reconocimiento de los terrenos con mejor desempeño. Hasta ese momento, era muy común la utilización de motocicletas para estas tareas. Sin embargo la poca seguridad que las mismas presentaban y las dificultades de avance en los diferentes tipos de terrenos, motivó la necesidad de crear un nuevo vehículo capaz de atravesar esa clase de dificultades de terreno, a la vez de agilizar los movimientos logísticos en el frente.
Sin embargo, los planes de creación de este nuevo medio móvil dataron desde antes de que ocurriesen los hecho que provocaron este ingreso (el Ataque a Pearl Harbor), más precisamente en febrero de 1940. En esa fecha, el Gobierno de los Estados Unidos realizó un llamado a licitación con el fin de proponer a los fabricantes la posibilidad de proyectar y producir un vehículo de características únicas, con la capacidad de trasladarse en cualquier tipo de terreno y ante cualquier situación, a la vez de garantizar la seguridad del material humano permitiendo también el reemplazo de las motocicletas. De esta forma, el Ingeniero Charles Payne de American Bantam Company (que ya venía prestando colaboración con el Ejército estadounidense) junto al Jefe de Infantería de la Quartermasters Corp. (empresa tercerizada especializada en el desarrollo de armamento militar) comenzaron a dictar los lineamientos de como debería ser el vehículo ideal que permitiese llegar al objetivo buscado. De esta forma y tras unas exhaustivas pruebas realizadas sobre una serie de vehículos Bantam, fue que se llegaron a las siguientes conclusiones para lograr el vehículo deseado. Este vehículo debía presentar como requisitos:
- Una tracción de árbol delantera con un transfer de 2 velocidades, incluyendo una cápsula provisional para desacoplar la tracción delantera.
- Una carrocería de diseño rectangular con un parabrisa plegable y 3 baquetas.
- Incremento de potencia actual.
- Enganche para remolques.
- Montura para ametralladora de 30 mm.
- Filtro de aire de aceite.
- Frenos hidráulicos.
- Distancia entre ejes de 1,905 m (75").
- Altura máxima de 0,9144 m (36").
- Peso máximo de 544,31 kg (120 lbs).
- Ángulo de ataque (entrada) 45°.
- Ángulo de salida 40º.
- Debería alcanzar 80 km.h (50 mph) sobre superficies duras.

De esta forma, el Gobierno estadounidense lanzó el llamado a licitación para la producción de sus vehículos en julio de 1940, recibiendo respuestas solo de tres fabricantes: La citada American Bantam, la Willys-Overland Motors y la Ford Motor Company. El pedido constó de una primera entrega de 71 unidades pudiéndose dividir en dos tandas de entrega. Esta licitación fue lanzada bajo el nombre clave de Proyecto GP, del cual las siglas GP hacían alusión al término inglés General Purpose (Propósitos Generales), indicando la utilidad que se le daría a los vehículos. 
Si bien de las tres firmas fue Willys la que presentó el presupuesto más bajo para llevar adelante la producción, Bantam consiguió asegurarse la licitación al solicitar 49 días para la presentación de la primera unidad y 75 días más para los 70 restantes. Willys había solicitado 75 días para su primera unidad y 120 más para entregar el resto. Sin embargo, a pesar de haber ganado Bantam la licitación, el Ejército aconsejó a Willys y Ford continuar con el desarrollo de sus unidades experimentales, a fin de poder evaluarlas a futuro.
El 23 de septiembre de 1940, Bantam cumplió con su primera entrega al presentar su prototipo en el plazo estipulado. El mismo, cumplía con muchos de los requerimientos exigidos por el Gobierno, con excepción de dos de ellos: Su peso final de 920 kg y su sistema de tracción simple con transmisión a las ruedas traseras. Al evento de lanzamiento fueron diferentes personalidades, entre ellas el ingeniero Gene Rice, jefe de diseño de Willys, quien al ver y observar las cualidades del nuevo Bantam, regresó a los cuarteles generales de Toledo donde dictó a su equipo nuevas pautas para el desarrollo del prototipo, lo que permitió sobre la marcha cambiar algunos aspectos a la hora de presentar el prototipo final.
El 11 de noviembre de 1940, Willys hizo su presentación llevando ante los altos mandos dos prototipos a los cuales bautizó como "Willys Quad". El primero de ellos presentaba un sistema de tracción variable, pudiéndose optar por un modo de tracción total o la posibilidad de desconectar la tracción delantera, a fin de trasladar la transmisión al eje trasero, mientras que el segundo presentaba un sistema de tracción total fija. Esta alternativa, fue el punto fuerte que terminó jugando a favor de Willys y en desmedro de Bantam, en cuanto a la decisión final del Gobierno para iniciar la producción del vehículo. La escena se terminó de completar con la cesión de los planos de la Bantam a Willys por parte del Ejército. 
Si bien, el prototipo de Willys corría con más ventaja que el prototipo de Bantam, resultó ser más pesado al totalizar 1089 kg de peso bruto. A pesar de ello, el Willys continuaba contando con la preferencia del ejército debido a las bondades de su motor, el cual cumplía con las especificaciones de potencia solicitadas, mientras que sus 105 lbs-pie de torsión excedían las cifras estipuladas y se destacaban ante las 83 y 85 lbs-pie de los vehículos de Bantam y Ford. Al mismo tiempo, el motor Willys corría con la ventaja de ser un impulsor que ya venía siendo producido en comparación a los relativamente nuevos motores de la Bantam y de Ford.
Estas prestaciones hicieron del motor Willys una pieza de alto valor para la marca, por lo que se buscó la posibilidad de restar peso desde otros aspectos, sin alterar la fisonomía del impulsor. Fue así que el prototipo fue llevado nuevamente a producción donde fue desarmado y revisado pieza por pieza. Tras un trabajo exhaustivo, que requirió el redimensionamiento de piezas y la eliminación de otras, finalmente se consiguieron reducir 198 kg del peso original del coche. Previamente a esto y para fortuna de todos los prototipos producidos, el peso nominal del proyecto fue elevado de 590 a 980 kg, luego de ser considerada la primera cifra como poco real para un vehículo con las características de los prototipos presentados.
Luego de ser presentados y evaluados, se elaboró un pedido de 4500 unidades (1500 por cada empresa), a fin de iniciar una serie exhaustiva de pruebas. Tras concretarse la entrega de estas 4500 unidades en junio de 1941, el ejército resolvió uniformar la producción de las unidades eligiendo como base el prototipo de Willys, aunque agregándole elementos de los Bantam y Ford. Un mes más tarde, Willys terminó por ganar la licitación para producir las primeras 16000 unidades de su prototipo, fabricando a un ritmo de 125 unidades por día, para lo cual también fue evaluada la capacidad productiva de cada empresa, siendo la de Willys superior a la de Bantam. De esta forma, vio la luz el Willys MA, primer prototipo de vehículo todoterreno especificado para su uso como transporte en teatros de combate.
Si bien Willys fue la elegida para iniciar la producción del vehículo concebido bajo las especificaciones del Proyecto GP, prontamente la demanda desbordó su capacidad productiva, por lo que debió compartir la fabricación de su producto con Ford logrando un mayor ritmo de producción. Al mismo tiempo, esta acción se vería beneficiada por la estandarización y unificación de los criterios de producción, lo que permitió por un lado la renovación del producto de Willys y el lanzamiento oficial del producto de Ford. De esta forma, en 1943, fueron presentados los modelos Willys MB y su gemelo Ford GPW.
Finalmente y tras la presentación de este vehículo ante las fuerzas armadas, el constante uso de la fonética inglesa de las siglas GP (Yi-pi) para denominar a este vehículo, como así también otras alternativas atribuidas al ingenio popular, terminaron por dar origen al nombre con el cual fue bautizado definitivamente esta clase de vehículos. De esta forma, tuvo su origen la producción del todoterreno que a partir de ese momento, comenzó a ser conocido como Jeep.
Tras el éxito obtenido por Willys en la producción del Jeep y a pesar de haber sido Bantam el primero en diseñar y desarrollar este vehículo, esta última empresa pasó a un segundo plano en cuanto a la producción de equipamiento bélico, siéndole asignada la producción de tráileres de dos ruedas. Una vez finalizada la guerra y suspendida la producción de los BRC, Bantam cesó la producción de vehículos motorizados en 1941, centrando sus esfuerzos en la fabricación de tráileres de 2 ruedas. La producción de estos remolques se desarrolló hasta el año 1956, en el que la firma American Rolling Mill Company se hizo con el control de la compañía.